# 슬로우얀스크 포위전

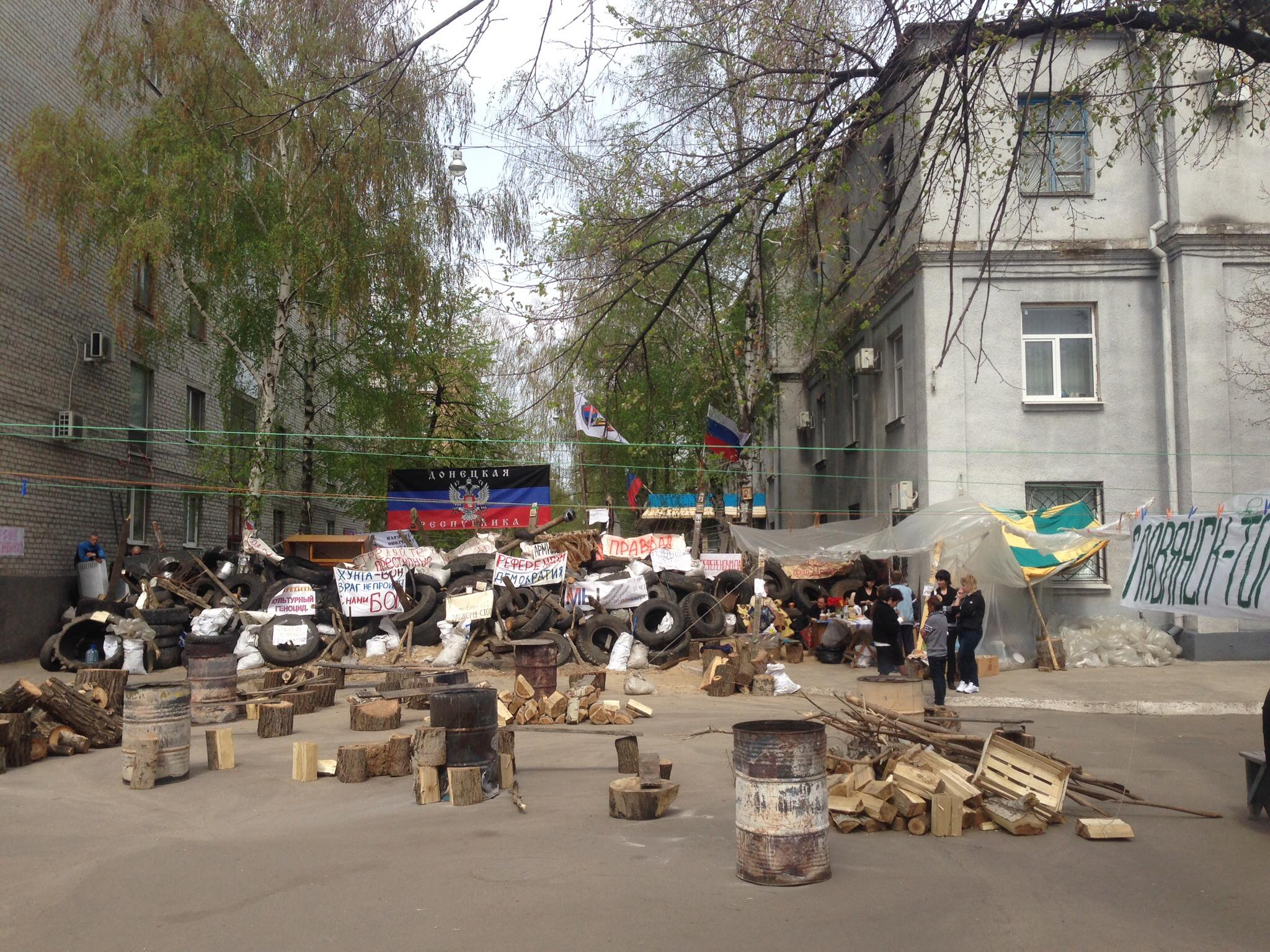
도시에 처진 바리케이드.

슬로우얀스크 포위전(-包圍戰, 우크라이나어: Бої за Слов'янськ, 러시아어: Бои за Славянск)은 우크라이나 도네츠크주 슬로우얀스크에서 일어난 우크라이나 보안군, 육군과 정부청사를 점령한 친러시아 세력 간의 전투로, 지속적인 충돌이 계속되고 있다. 무장 공격을 시작한 정부군과 친러시아 군 사이 공군 기지에서 지속적인 충돌이 보고되고 있다. 이러한 전투는 2014년 우크라이나 친러시아 시위의 일부이다. 우크라이나 보안군은 "슬로우얀스크는 주변 지역에서 핫스팟으로 남아 있고" "긴장과 불확실한 상황"이 계속되고 있다고 보고한다. 7월 5일, 슬로우얀스크 의회 건물에 우크라이나 국기가 계양되면서 친러시아 군사가 도시를 포기했다.

## 연대표

### 4월 12일
육군 군복과 방탄 조끼를 착용하고 칼리시니코프 소총으로 무장한 마스크한 다수의 병력들이 도네츠크주 북부의 도시인 슬로우얀스크의 실행위원회 건물, 시청사, 경찰서 등을 점령했다. 우크라이나 내무부에 따르면, 도네츠크 주의 무장군들은 건물에 무차별적으로 난사했다고 밝혔다. 경찰 무기고를 습격하여 친러시아군은 적어도 권총 400정과 자동소총 20정을 획득했다. 우크라이나 경찰은 "습격한 이유는 총 때문이었다"라고 말했다. 또한 "무장한 병력들이 슬로우얀스크 시위대에게 총을 나눠주고 있다"라고 말했다. 슬로우얀스크 시장인 넬랴 스테파는 무장 세력을 지원했으며, 도시 청사는 시위대 및 자위대, 민병대가 점령했으며 건물의 우크라이나 기를 내리고 러시아 기로 올려졌다. 또한, 시장은 "슬로우얀스크가 러시아와의 한 형제라고 생각한 이상 그들에게 반대할 수 없으며 러시아와 싸우지 않을 것"이라고도 말했다. 150명의 무리가 슬로우얀스크의 경찰서를 점령한 무장 세력을 지원하고 기자에게 "키예프로 돌아가라"라는 등 적대적으로 반응하고 있다. 슬로우얀스크의 사건 이후 다음날 아침, 우크라이나 정부는 도시에 대테러 작전이 있을 것이라고 말했다. 우크라이나 정부는 분리주의자들의 무장을 해제하고 48시간 내에 정부에 항복하라는 최후 통첩을 내렸다.

### 4월 13일
다음날 아침, 우크라이나 경찰이 몇몇 분리주의자들이 점령한 고속도로 검문소를 점령함으로써 대테러 작전이 시작되었다. 저항 세력들은 자신의 차량을 이용해 경찰과 교전을 시작하여 보안군 2명이 사망하고 우크라이나 군인 여러명이 부상을 입었다. 총격전 동안 분리주의자 1명이 사망하고 나머지는 숲으로 도망쳤다. 무장 괴한이 타고 있었던 차는 민간 보안회사 야비르가 추적한 결과 폴타바 주의 차량인 것으로 확인되었다. 도시 자체와는 관련이 없는 총격전으로 사복의 공격자들이 쏜 총에 2명이 사망하고 몇몇이 부상을 입었다.
실질적인 도시 행정관이자 "자위대" 지휘관인 포노마레프는 우크라이나 정부의 명령을 거부하고 우크라이나 25 공수 여단을 패배시켰다. 또한, 무장 시위대들이 슬로우얀스크 도시 근처 공항을 점령했다.

### 4월 14일
우크라이나 포병이 실수로 다리에 포를 쏴 붕괴되어 차량 사고가 발생해 군인 2명이 익사했다. 슬로우얀스크 도시 자체는 거대한 정부청사가 친러시아 무장 세력에게 점령되고 지휘 하에 있는 것으로 확인되었다. 우크라이나 방위군은 같은 날 친러시아 세력들에게 무기를 버리고 항복하라는 최후통첩을 내렸다.

### 4월 15일
우크라이나군이 여러 수송헬기와 장갑차를 동원하여 크로마토르스크 지역의 공군기지를 다시 점령하는 등 첫 번째 공세를 시작했다. 이후 공군기지를 다시 점령하려는 치열한 전투가 펼쳐졌지만 격퇴되었다고 말했다. 러시아 언론은 이로 인해 4명에서 11명이 사망했다고 추정하고 있다. 군사 작전의 지휘관인 바셀 쿠르토프는 공군 기지 앞 시위대들을 물리친 이후 친러시아 동조자들의 공격을 받았다. 우크라이나 장갑차가 슬로우얀스크 주변의 입구를 봉쇄했다고 말했다.

### 4월 16일
우크라이나 제1부총리 비탈리 야레마는 슬로우얀스크 지역에 45 러시아 공수 사단이 발견되었다고 주장했다. 우크라이나 장갑차 6대가 슬로우얀스크 지역에서 탈영하여 러시아 국기를 꽂은 채 발견되었다. 그러나, 군은 결과적으로 다시 포획했다고 밝혔다. 수송 차량을 지키는 사람들은 우크라이나 25 공수 사단이 우크라이나를 위해 전투를 하고 있지 않고 있다고 주장했다. 한편, 크라마토르스크 도시는 군대가 점령했다.

### 4월 17일
우크라이나 25 사단은 우크라이나 대통령의 명령으로 장갑차와 망명자들을 포기하고 해산했다. 또한, 군인들은 "법원에 책임을 물을 것"이라고 말했다.

### 4월 18일
슬로우얀스크 시민의 주지사인 포노마레프는 4월 18일 우크라이나어를 사용하는 사람들을 '사냥'하고, 도네츠크 주 지역에서 우크라이나어를 이용하는 의심스러운 세력에 대해서 특별히 보고하라고 명령했다.

### 4월 19일
우크라이나의 지토미르 기갑 여단은 4월 18일 말 크라마스토크 근처에서 공수 여단 장갑차 6대 중에서 2대를 탈취했다. 이 과정에서 사망자는 없었으며 친러시아 반정부군 1명이 부상을 입었다. 이후, 남은 BMD 장갑차 4대는 우크라이나 군에게 다시 반환되었다.

### 4월 20일
분리주의자들이 유로마이단 운동가 이르마 크라톰을 도시에 도착할 때 납치했다.

#### 총격전
반정부 시위대가 점령한 체크포인트에서 총격전이 발생하면서 부활절 휴전이 깨졌다. 알 수 없는 무장 괴한들이 차 4대를 가지고 체크포인트에 도착한 이후, 헤드라이트를 켜야 해야 한다고 말하고 ID카드를 꺼내고 트렁크 검사를 해야 한다고 트렁크를 연 직후 발포했다. 휴전 때문에, 체크포인트에 있던 지역 시위대들은 무장 세력이 박쥐로 분장했다고 말했다. 슬로우얀스크 자위대 20명이 공격자를 격퇴하기 위해 지원을 왔다. 그들이 도착한 이후, 괴한 2명을 살해하고 나머지 괴한 2명은 하르키우 방향으로 차를 타고 현장을 떠났다고 말했다. 또한, 이 공격 현장에서 우익 섹터의 심벌로 보이는 물건들이 발견되었다고 말했다. 스카이 뉴스의 기자 케이티 스텔라드는 분리주의자들의 말들이 서로 불일치하고 그들의 말이 일관된다는 증거가 거의 없다고 보고했다. BBC 뉴스의 다니엘 스탠포드는 이들이 제시한 증거들이 '반신반의'한 것이라고 말했다.
4월 20일 저녁, 러시아의 라이프 뉴스에서는 4월 19일 유튜브에 업로드 된 영상 및 사건의 보고서를 보여주었다. 이 사건의 비디오 보고서는 현지 시간 4월 20일 오전 2시에 촬영되었음에도 불구하고 일광이 보이는 영상이 포함되어 있다. 러시아 TV가 발표한 비디오는 실제 우익 섹터의 공격이 있기 10시간 전에 촬영한 것으로, 러시아 카메라맨이 실수로 지우는 것을 잊었다는 주장으로 타임 스탬프를 보여준 것으로 증명되었다.
우크라이나 내무부는 적어도 분리주의자 3명이 사망했고 3명이 부상했으며 이 중에는 러시아 요원들도 포함되어 있는 것으로 의심된다고 말했다.

### 4월 21일

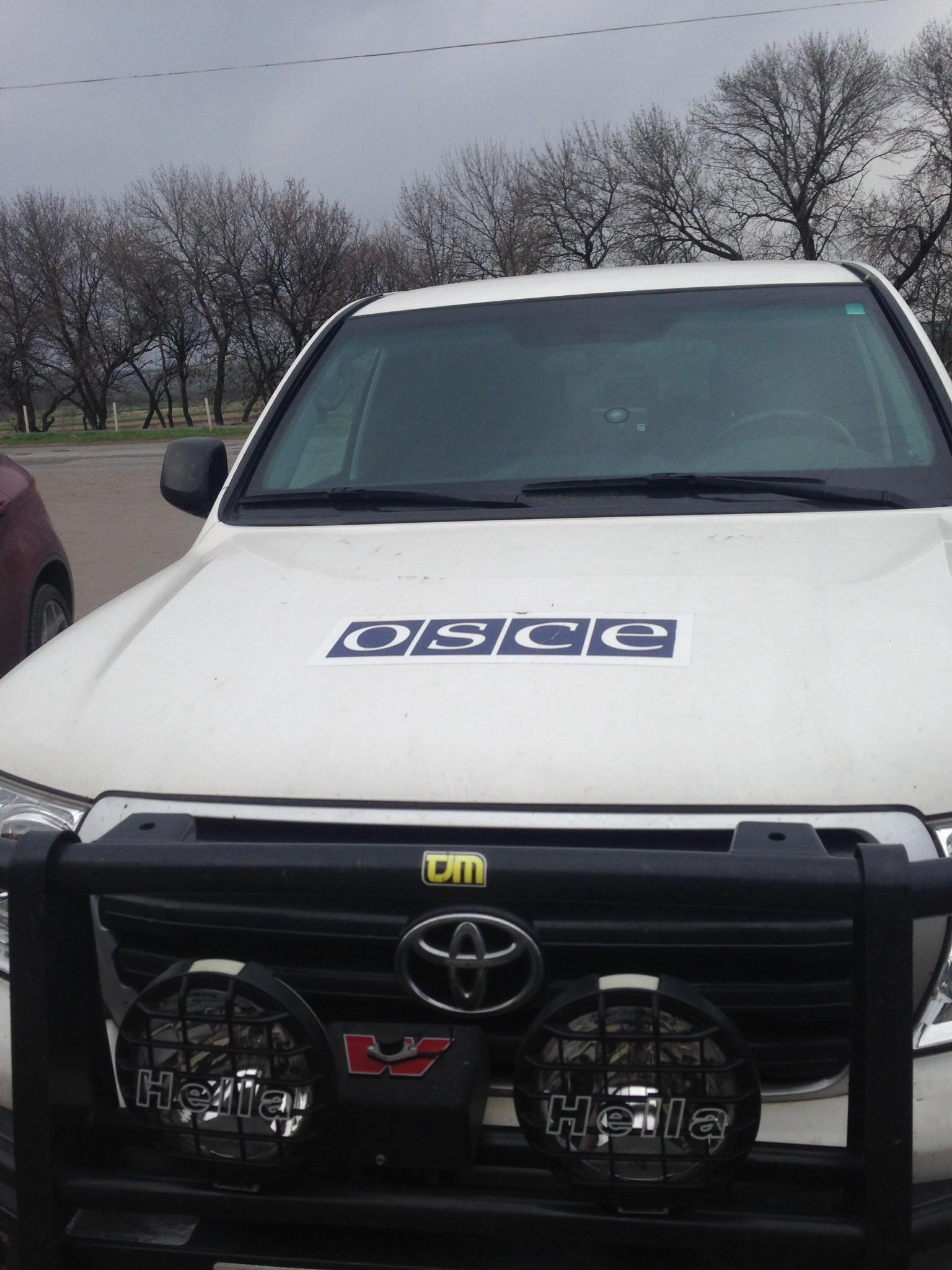
슬로우얀스크 외곽의 OSCE 차량.

유럽 안보 협력 기구 감시자들은 도시 내의 분리자들 때문에 밖으로 쫓겨났다. OSCE 팀의 한 외교관이 "현재 도네츠크 주 내에 있지만 소득은 없다"라고 말했다. "이들은 다시 슬로우얀스크 내로 들어가려고 하고 있지만, 친러시아 군대가 길을 막고 있다"라고도 말했다. 월요일에 발표된 OSCE의 평가에서는 도네츠크 주가 "매우 긴장상태"에 있고 슬로우얀스크는 상황이 악화되고 있으며, 마을 전체가 무장 집단의 통제 하에 있다고 말했다.
우크라이나 정부는 유엔과 미국 의회에게 친러시아 무장 세력들이 비밀 러시아 특수 부대라고 묘사한 사진을 나눠주었다. 슬로우얀스크의 분리주의자 지휘관은 2008년 러시아의 조지아 침공 당시 러시아 특수부대 지휘관과 매우 유사한 것으로 판명되었다. 다른 사진으로는 크림 반도의 러시아군과 장비가 매우 비슷한 사진을 보여주었다.

### 5월 2일
우크라이나 국방부에 따르면, 새벽에 슬라뱐스크 상공을 순찰하던 공격용 헬기 2대가 대공포 공격으로 격추되었다. 조종사 2명이 사망하고 여러 명이 다쳤다. 친러 민병대 측에 따르면 사망자는 1명이라고 한다.

### 5월 5일
우크라이나 내무부에 의하면, 진압작전 결과 정부군 4명이 사망, 30여 명이 부상을 입었으며, 정찰임무에 나섰던 과도정부군 Mi-24 헬기 한 대가 격추됐으나 조종사는 무사히 탈출했다고 한다.

### 5월 29일
친러 무장세력이 정부군 무장헬기를 격추, 콜치스키 장군을 포함 14명이 사망하였다.

## 같이 보기
- 2014년 우크라이나 친러시아 시위의 연표